# Volo DHL Aero Expreso 7216
Il volo DHL Aero Expreso 7216 è stato un collegamento merci internazionale tra l'aeroporto internazionale Juan Santamaría della Costa Rica e l'aeroporto internazionale La Aurora di Città del Guatemala. Il 7 aprile 2022, il Boeing 757 che operava la tratta subì un guasto idraulico e durante l'atterraggio uscì di pista, spezzandosi in più parti. Nessuno dei due piloti rimase ferito nell'incidente.

## L'aereo
Il velivolo coinvolto era un Boeing 757-200(PCF) che al momento dell'evento prestava servizio da 22 anni; era immatricolato HP-2010DAE, con numero di serie 29610 e numero di linea 904. L'aereo entrò in servizio per la prima volta nel dicembre 1999, quando venne acquisito dalla compagnia Far Eastern Air Transport come aereo passeggeri. Nel maggio 2002 venne noleggiato da EVA Air fino al gennaio 2004 quando tornò nella flotta della Far Eastern Air Transport. Era stato poi ritirato dal servizio e successivamente convertito in aereo cargo quando venne consegnato a DHL Aero Expreso nel novembre 2010.
L'11 febbraio 2022 l'aereo aveva effettuato un atterraggio di emergenza senza flap all'aeroporto Internazionale di Città del Messico, dopo aver dichiarato un'avaria ai controlli di volo durante la fase di discesa. Il 26 marzo 2022, lo stesso velivolo aveva effettuato un altro atterraggio di emergenza all'aeroporto Internazionale Juan Santamaría di San José, Costa Rica, poco dopo il decollo per Città del Guatemala, dopo aver subito una totale perdita di pressurizzazione della cabina durante la fase di crociera.

## L'incidente

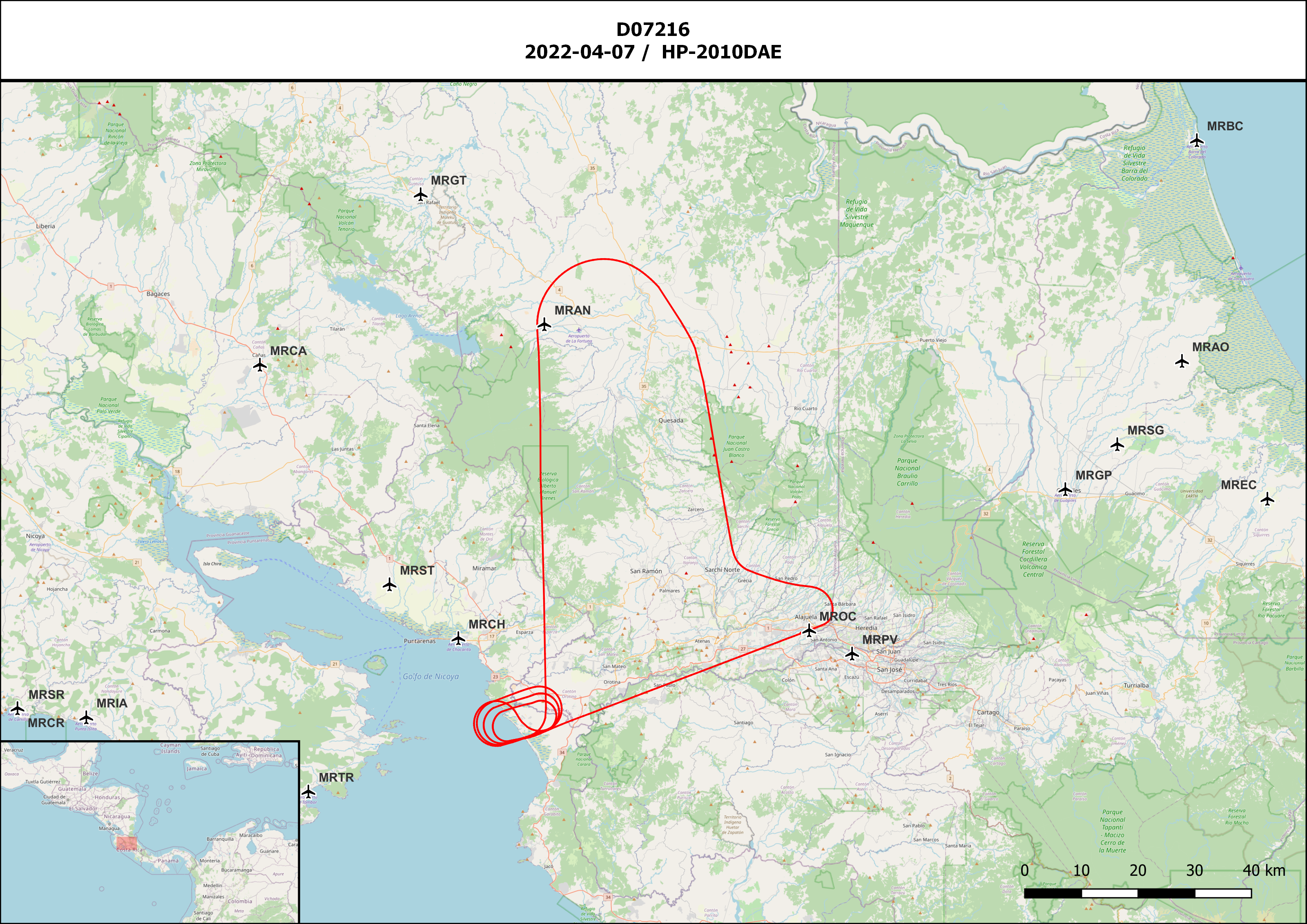
Il percorso del volo 7216.

Il volo decollò alle 9:34 ora locale (UTC-6) dall'aeroporto Internazionale Juan Santamaría diretto all'aeroporto Internazionale La Aurora per consegnare un carico. Tuttavia, mentre sorvolava la città costaricana di Mueller San Carlos, il velivolo dichiarò un'emergenza a causa di problemi all'impianto idraulico; l'equipaggio decise di tornare all'aeroporto di partenza, dopo aver tenuto un circuito di attesa per smaltire carburante, e atterrò alle 10:25 (ora locale).
Secondo i video registrati dall'aeroporto, giunto sulla pista l'aereo iniziò a sbandare e successivamente il carrello cedette. Il velivolo virò di 90 gradi a destra sulla via di rullaggio Kilo, schiantandosi in un fosso di fronte alla stazione dei vigili del fuoco e spezzandosi in più punti. Nessuno dei due piloti riportò lesioni fisiche, ma uno di essi fu sottoposto a controlli medici per precauzione.

## Le indagini
Il CETAC della Costa Rica ha aperto un'inchiesta sull'incidente in cui ha rilevato che durante il volo i piloti avevano ricevuto due avvertimenti dai sistemi dell'aereo, una di bassa quantità di liquido nel sistema idraulico sinistro e un'altra di bassa pressione sempre nel sistema idraulico sinistro, entrambe verificatesi in sequenza. Il Boeing è quindi atterrato e ha iniziato a rollare normalmente prima di raggiungere la via di rullaggio D, dove si è verificata la perdita di controllo con una forte frenata del carrello principale; l'aereo ha virato a destra, uscendo dalla pista a sud della via di rullaggio K, schiantandosi su un terreno irregolare che ha causato il collasso del carrello e la rottura della fusoliera, oltre ad altri danni.
Il 22 settembre 2023 il CETAC ha pubblicato il rapporto finale che ha individuato le seguenti cause:
- affaticamento e stress dei cavi della sezione trasversale del tubo di retrazione idraulica dell'attuatore di bloccaggio del carrello di atterraggio sinistro;
- movimento involontario e sincronizzato della leva di inversione della spinta destro e della leva di controllo della spinta del motore sinistro da parte dell'equipaggio come reazione alla memoria muscolare.